# Coop Normandie-Picardie
Pour les articles homonymes, voir Coop.
La Coop Normandie-Picardie, ou Les Coopérateurs de Normandie-Picardie, est une entreprise coopérative de consommation, dont le siège social est basé au Grand-Quevilly. Elle est l'une des quatre principales coopératives de consommation françaises. Elle est membre de la FNCC.
Elle est issue de la fusion de l'Union des coopérateurs de Normandie (Coopnor) et de l'Union des coopérateurs de Picardie. Elle est implantée dans ses régions historiques, qui sont la Normandie et la Picardie, et dans le Sud-Ouest, les Pays de la Loire et le Sud de la Bretagne. Elle exploite des magasins à l'enseigne Hyper U (hypermarchés anciennement Rond Point), Super U (supermarchés),  Point Coop (supérettes), Le Mutant, Mutant Express (hard discount) et Rosbif (boucheries). 
En 2009, l'Hyper U du Grand-Quevilly est le plus grand de France.

## Histoire
À la fin du XIXe siècle, la ville de Sotteville-lès-Rouen, en Seine-Maritime est le théâtre d'un large mouvement ouvrier. Une société coopérative, la "Solidarité sottevillaise" est fondée en 1890. En effet, après les élections de 1889, les ouvriers sottevillais, mécontents de l'attitude des commerçants vis-à-vis de leur candidat, décident de créer une coopérative de consommation. On y vend, à des prix très intéressants, des produits de consommation courante. On y fabrique également du pain. La Solidarité Sottevillaise fonctionne vers 1920 avec une centrale d'achats, des magasins succursales et procède à la remise de réductions aux coopérateurs et à la redistribution des bénéfices. Elle mène aussi des activités sociales.
Dans les années 1920, la Solidarité sottevillaise possède une dizaine de succursales à Sotteville et une quinzaine à Rouen. En 1927, elle achète des bâtiments sur Rouen, y crée son siège social et prend le nom d'Union des coopérateurs de Normandie.
En 1986, l'entreprise en difficulté lance son enseigne de hard-discount, baptisée Le Mutant.
En 1990, la coopérative de Picardie et la coopérative de Normandie fusionnent pour donner Les Coopérateurs de Normandie Picardie. Le siège social de la coopérative déménage de  Bonsecours au Grand-Quevilly en 1996.
Au 1er janvier 2009, la Coop Normandie-Picardie et sa filiale SHNP (Société des Hypermarchés de Normandie Picardie) ont adhéré à la Coopérative de commerçants système U. Ainsi, 14 magasins ont changé d'enseigne : les deux hypermarchés (Géant Casino - groupe Casino - ) du Grand-Quevilly et Abbeville sont passés sous enseigne Hyper U et les 12 supermarchés (Maxicoop) sous l'enseigne Super U (changement effectué sur l'année 2009).
À partir de 2013, à cause de graves difficultés liées à la guerre des prix dans la grande distribution devant laquelle la Coop ne peut pas faire face, Le Mutant est associé au groupe Casino : environ la moitié des magasins est rachetée directement et l'autre moitié reste propriété des sociétaires. S'ils sont tous sous l'enseigne Leader Price, les magasins appartenant aux sociétaires de la Coop sont reconnaissables au logo COOP en façade. Le dernier supermarché Le Mutant, situé à Saint-André-de-l'Eure, ferme définitivement le 13 juin 2015, signant la disparition de l'enseigne.

## Quelques chiffres
- Chiffre d’affaires annuel :

860,508 millions d’euros en 2007
916,137 millions d’euros en 2008
- Effectifs :

915 salariés
- Réseau associés au Système U :

2 Hypermarchés HYPER U 
6 magasins SUPER U 
6 magasins UExpress
2 magasins Utile 